# 塩化水銀(I)
塩化水銀(I)（えんかすいぎん いち、calomel）は、水銀の塩化物の1つ。水銀の塩化物である塩化水銀は2種類あり、もう1つは塩化水銀(II) である。Hg2Cl2 という組成をもち、塩化第一水銀（えんかだいいちすいぎん）、甘汞（かんこう）、カロメルとも言う。水銀原子同士が共有結合により結合しているため HgCl とは表記しない。

## 性質
光に当たると塩化水銀(II) と金属水銀に分解する。毒性は塩化水銀(II)よりは弱いが、毒物及び劇物取締法で劇物に指定されている。白色またはやや黄ばんだ白色をしていて水には溶けにくい。
アンモニア水と反応すると黒色に変わる。反応式は次の通りである。
{\displaystyle {\ce {{Hg2Cl2}+2NH3->{Hg}+{Hg(NH2)Cl}+{NH4^{+}}+Cl^{-}}}}

## 構造
水銀は第12族元素では唯一 M-M 結合を形成する元素で、Cl-Hg-Hg-Clの単位構造をとる。
| 単位格子の球棒モデル | 八面体構造の球棒モデル |
| 単位格子             | 八面体構造の球棒モデル |

Hg-Hgの結合長は253 pmで、Hg-Clの結合長は243 pmである。全体的に水銀原子を中心とした八面体形構造をとり、2番目に近い4個の塩素原子との距離は321 pmである。

## 用途
かつては化粧品（白粉）や下剤・利尿剤として利用されていたが、水銀中毒の危険があるために現在は使用されていない。塩化水銀(I) は基準電極として利用されることがある。